# Челмужское обельное вотчинное общество
Че́лмужское обельное вотчинное общество — сельское общество, входившее в состав Даниловской волости Повенецкого уезда Олонецкой губернии.

## Общие сведения
Образовалось после получения крестьянами обельных грамот в 1614 году за свои заслуги перед Марфой Ивановной Романовой (ок. 1570—1631), матерью будущего царя Михаила Федоровича (1596—1645) и прабабушкой Петра Первого.
Находилось на реке Пимоне на территории Петровского погоста, Обонежской пятины:
53°-54° Д., 62°-63° С. Ш.
П. Петровский в Челможе на реке Пимоне. По писц. кн. Прил. с. 170. По Изгон. кн. (III. 40) въ разет. семи сотъ верстъ отъ Новгорода. На КО пог. Чалмугской, на КШ пог. Чолмужской, на северо-восточномъ берегу озера Онего, при устье реки, которая КО названа Неминою, а на КШ не подписана. По Списк. Мин. Внутр. Д. Чолмужская, погостъ казённый, съ одной церковію, въ Повенецком уезде, въ 65 верстахъ отъ Повенца.
Деревня Исаковская позже вошла в состав расположенного рядом села Чёлмужи.
В настоящее время территория общества относится к Медвежьегорскому району Карелии.
Согласно «Списку населённых мест Олонецкой губернии по сведениям за 1905 год» в общество входило:
| Номер по порядку | Название населённого пункта             | Название реки или озера, на котором расположено поселение | Расстояние до уездного города в верстах |
| 4137             | 1. Исаковская (смежное ст. д. Верховье) | Устье р. Немины                                           | 64                                      |